# Mont Ontake
Le mont Ontake (御嶽山, Ontake-san) ou mont Kiso Ontake (木曽御嶽山, Kiso Ontake-san) est un stratovolcan du Japon situé dans le centre de l'île de Honshū, à la frontière entre les préfectures de Gifu et de Nagano, à une centaine de kilomètres au nord-est de Nagoya. Il s'agit du deuxième volcan le plus élevé du Japon avec 3 067 mètres d'altitude, après le mont Fuji, et du seizième sommet de l'archipel par sa hauteur de culminance. Il fait partie des 100 montagnes célèbres du Japon. Dans la culture locale, c'est une montagne sacrée importante.

## Géographie
En 1927, le géologue Tanaka Akamaro de l'université de Kyoto réalise un inventaire des lacs volcaniques du Japon. Il a ainsi recensé cinq de ces lacs sur le mont Ontake dont le Ni no Ike (二ノ池), le plus haut lac de montagne du Japon avec une altitude de 2 905 mètres. C'est sur sa rive orientale que se trouve le refuge.
Le mont Ontake est connu au Japon comme la montagne aux cascades, taki no yama (滝の山), en raison de leur très grand nombre (plus de 200 d'une hauteur d'au moins cinq mètres). On y trouve la plus haute chute d'eau du Japon à une altitude de 2 800 mètres. C'est un lieu réputé pour les randonnées et les sports d'hiver avec plusieurs stations de ski sur ses flancs.

## Histoire
Le mont Ontake, longtemps considéré comme éteint, recommence à émettre des fumerolles en 1968. Une éruption majeure se produit du 28 octobre 1979 au 25 avril 1980 tandis que deux autres éruptions mineures surviennent en 1991 et 2007.

### Éruption de 2014
Le 27 septembre 2014, à 11 h 53 du matin heure locale (UTC +9), le volcan entre en éruption, prenant par surprise les autorités, les scientifiques ainsi que les randonneurs présents sur ses flancs et au sommet. La catastrophe fait 53 morts et quelques disparus ; les Forces japonaises d'autodéfense lancent les recherches des disparus par hélicoptère. La dernière éruption volcanique ayant entraîné des morts au Japon remonte à 1991 lorsque le mont Unzen avait tué 43 personnes par une nuée ardente. D'après les observations effectuées sur place et le type de phénomènes observés (explosions, chutes de blocs et de cendres hydratés, absence de lave), les scientifiques estiment que l'éruption est de type phréatique, c'est-à-dire des explosions de vapeur d'eau provoquées par la chaleur du magma sous-jacent et entraînant avec elle des matériaux natifs qui retombent aux alentours, mais pas de type magmatique, c'est-à-dire l'expulsion de magma sous forme de lave.

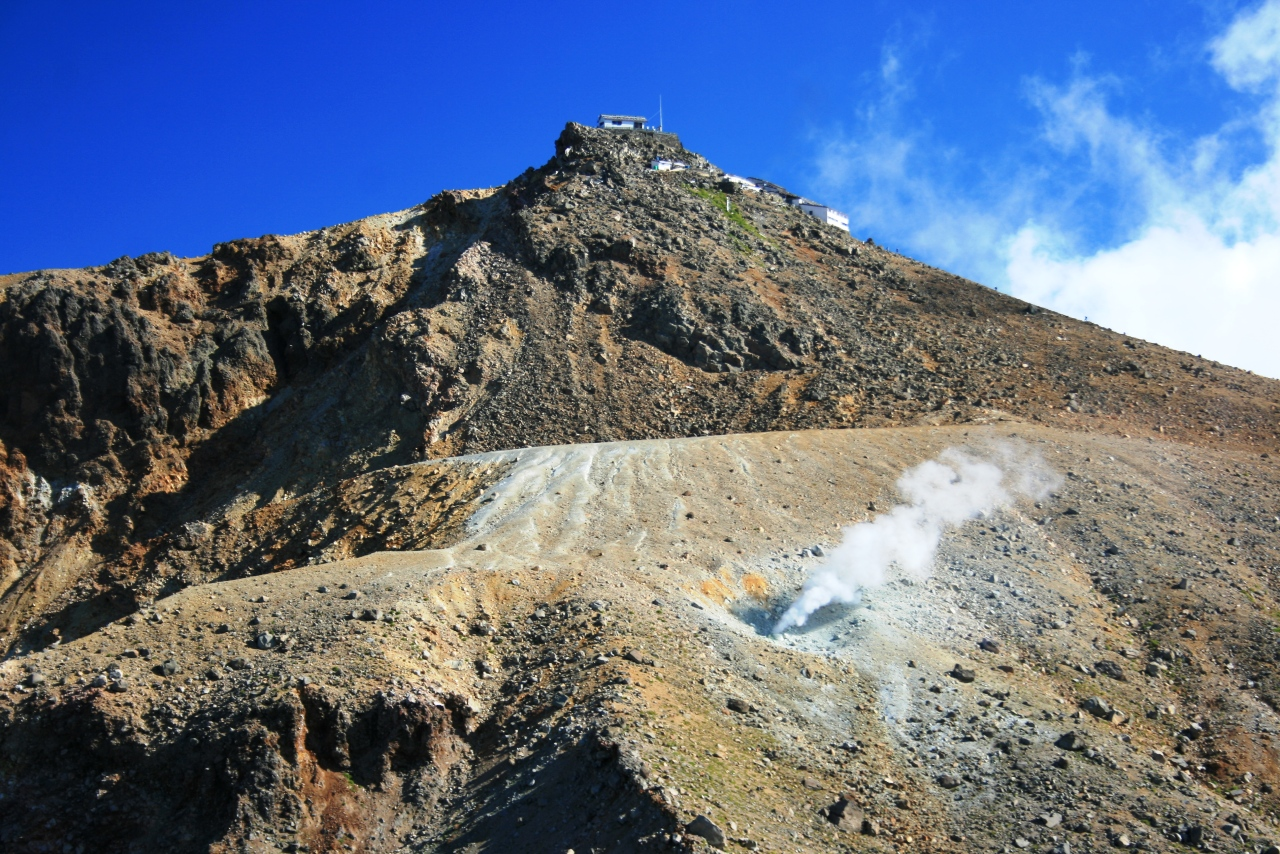
Une fumerolle sur le mont Ontake.
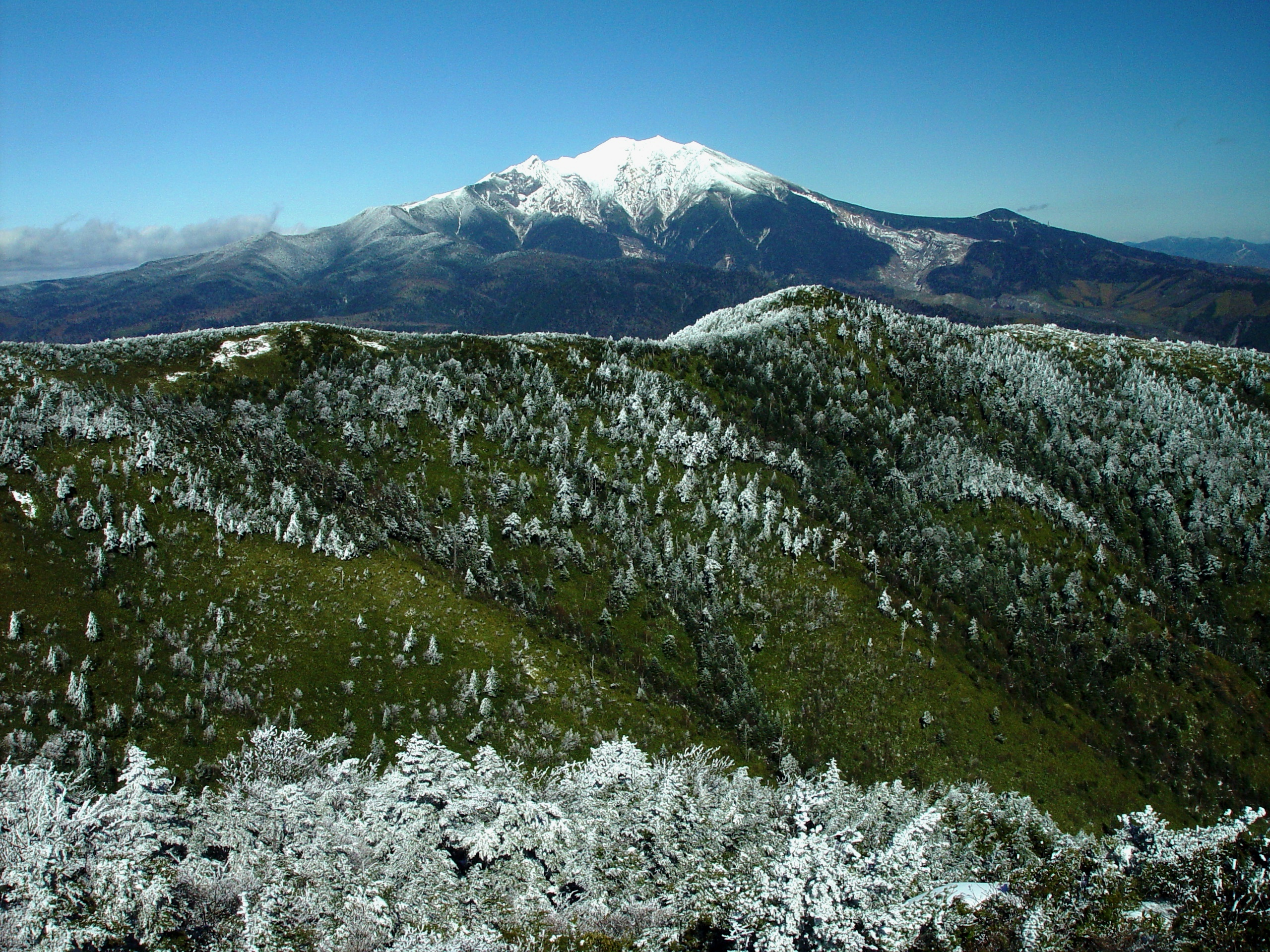
Le mont Ontake depuis le mont Kohide au sud-ouest.
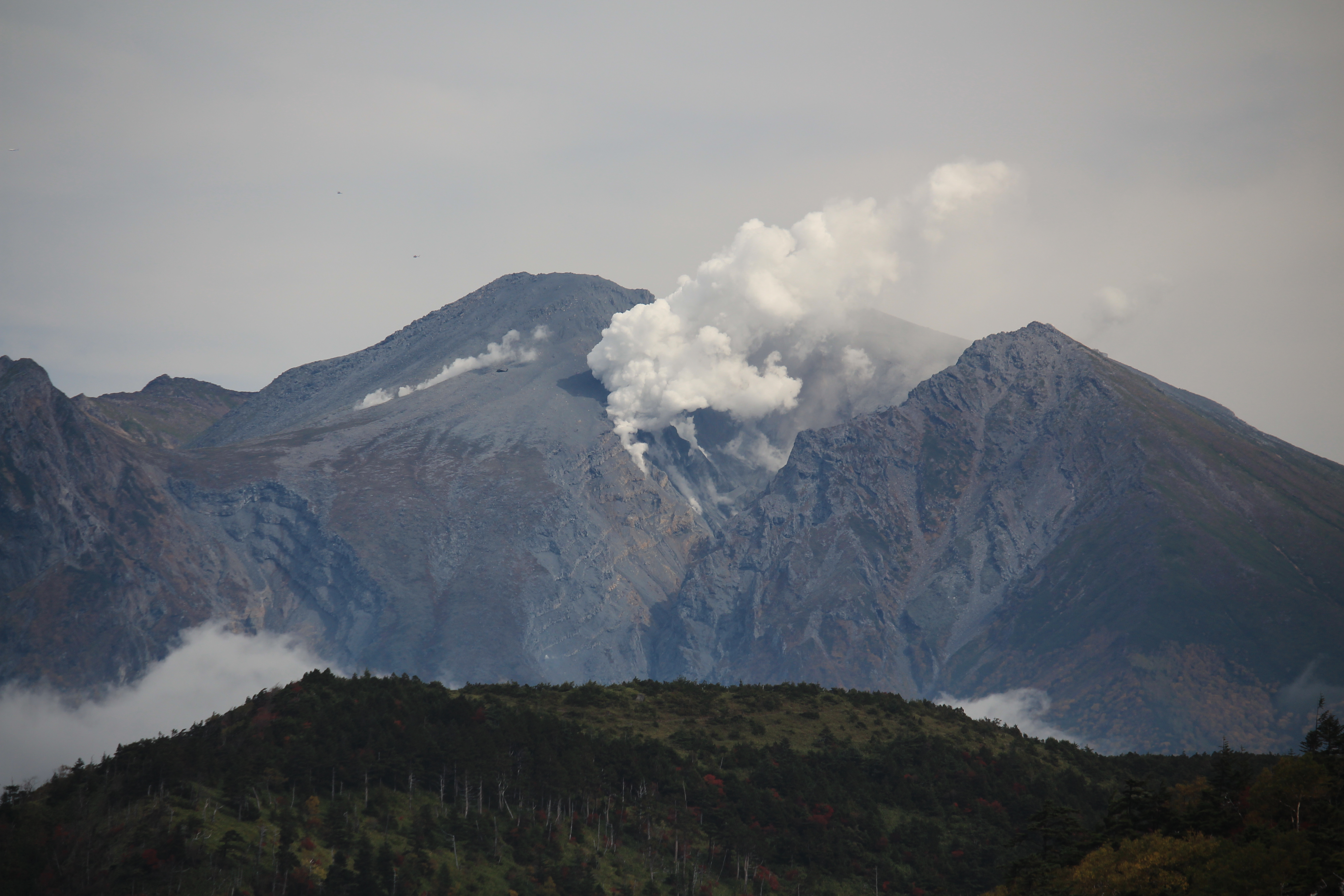
Le mont Ontake et ses fumerolles sommitales le 4 octobre 2014 une semaine après l'éruption du 27 septembre vu depuis le mont Kohide au sud-ouest.

## Dans la culture populaire
Dans le roman L'Art des Amants, une sismologue découvre un traité d'art datant du XIe siècle dans un petit temple perdu sur les flancs du mont Ontake.